# 財産引受
財産引受（ざいさんひきうけ、ドイツ語: Sachübernahme）は、発起人が、会社のために会社の成立を条件として特定の財産を譲り受けることを約する契約。